# خيرارد دافيد
خيرارد دافيد (بالهولندية: Gerard David) (حوالي 1460 ـ 13 أغسطس 1523) هو رسام ومذهّب مخطوطات هولندي عرف ببراعته في استخدام الألوان، وكان يمتلك ورشتين للتذهيب، إحداهما في أنتويرب والأخرى في بروج. مال نجمه إلى الأفول في القرن السابع عشر، ثم أعيد اكتشافه في القرن التاسع عشر.

## روابط خارجية
- خيرارد دافيد على موقع الموسوعة البريطانية (الإنجليزية)
- خيرارد دافيد على موقع ميوزك برينز (الإنجليزية)
- خيرارد دافيد على موقع إن إن دي بي (الإنجليزية)
- خيرارد دافيد على موقع ديسكوغز (الإنجليزية)